# Плис Іван Іванович
Іван Іванович Плис (1884 або 1887, село Широка Балка Херсонської губернії, тепер Херсонської області — розстріляний 8 грудня 1937, Харків) — радянський державний діяч, голова Могилів-Подільського, Запорізького та Артемівського окрвиконкомів, заступник голови Дніпропетровського облвиконкому. Член ВУЦВК.

## Біографія
Народився у родині робітника. Освіта домашня. Працював ковалем, прикажчиком.
Член РСДРП з 1902 року. Брав участь в революційному русі у Херсоні та Миколаєві під псевдонімом «Ваня». У 1904 році в Херсоні перейшов до групи «Молодих соціалістів-революціонерів» (есерів) і провадив бойову роботу як начальник бойового загону есерів.
У 1906 році заарештований і 9 січня 1907 року Військово-окружним судом в Херсоні засуджений до заслання і поселення в Туруханському краї Єнісейської губернії. Після прибуття на поселення утік до міста Омська, де був заарештований і засуджений Військово-польовим судом за експропріацію пошти (збройний напад на пошту) до 12 років каторги. Каторгу відбував у Олександрівському централі, незабаром утік із робіт. У 1908 році був заарештований у місті Пензі і, не відкривши свого справжнього прізвища, був відправлений як волоцюга в Якутськ, де окружний суд засудив його за бродяжництво до 4 років каторги. У 1915 році був відправлений на поселення у Якутську область. У 1917 році — амністований. З 1917 року — депутат Олександрівської (Запорізької) міської ради.
Член РКП(б) з 1918 року. Учасник Громадянської війни в Росії: керівник червоного партизанського загону.
У 1923—1924 роках — голова виконавчого комітету Могилівської (Могилів-Подільської) окружної ради.
З жовтня по грудень 1924 року — завідувач організаційного відділу Запорізького окружного комітету КП(б)У.
12 грудня 1924 — 29 березня 1925 року — голова виконавчого комітету Запорізької окружної ради. Одночасно 27 лютого — 16 квітня 1925 року — голова Запорізької міської ради.
Потім працював завідувачем Дніпропетровського окружного відділу внутрішньої торгівлі.
У квітні 1928 — 18 лютого 1929 року — голова виконавчого комітету Артемівської окружної ради на Донбасі.
У 1929—1930 роках — уповноважений Цукротресту (Цукроконцерну) в Українській СРР. Одночасно, в 1929 — грудні 1930 року — заступник народного комісара торгівлі Української СРР.
У грудні 1930 — 4 травня 1932 року — заступник народного комісара постачання Української СРР.
На 1934—1935 роки — 1-й заступник голови виконавчого комітету Дніпропетровської обласної ради.
До липня 1937 року — завідувач Харківського обласного відділу внутрішньої торгівлі.
11 липня 1937 року заарештований органами НКВС. Засуджений 5 грудня 1937 року, розстріляний. Посмертно реабілітований 29 серпня 1957 року.